# بريمو موري
بريمو موري (بالإيطالية: Primo Mori)‏ مواليد 7 أبريل 1944 في إيطاليا، هو دراج إيطالي في صنف سباق الدراجات على الطريق.

## سجل النتائج

### سباقات أو مراحل فاز بها
- طواف فرنسا

## وصلات خارجية
- الموقع الرسمي

## روابط خارجية
- بريمو موري على موقع أرشيف الدراجات (الإنجليزية)
- بريمو موري على موقع إحصائيات الدراجات الإحترافية (الإنجليزية)
- بريمو موري على موقع CycleBase (الإنجليزية)